# Last Rebellion
 (septembre 2021).
Le contenu est difficilement compréhensible vu les erreurs de traduction, qui sont peut-être dues à l'utilisation d'un logiciel de traduction automatique.
Last Rebellion est un jeu de rôle vidéo jeu vidéo développé par Nippon Ichi Software et Hit Maker et publié par Nippon Ichi Software au Japon ainsi qu'en Amérique du Nord et Tecmo Koei en Europe exclusivement pour la PlayStation 3. Le jeu est sorti le 28 janvier 2010 au Japon, en Amérique du Nord le 23 février 2010 et en Europe le 26 mars 2010. 

## Terrain
Le jeu se déroule dans le monde de Junovald qui est régi par la volonté de deux dieux: Meitilia et Formival. Meitilia est le dieu de la mort, présidant à la destruction de la vie tandis que Formival est le dieu de la vie, présidant à la naissance de toute vie et à la création de tout. On dit que Meitilia a béni deux types de personnes - les Blades et les Sealers - avec des pouvoirs spéciaux. Les Blades ont le pouvoir inégalé de détruire les choses physiquement tandis que les Sealers ont le pouvoir magique de détruire les âmes. 
Le pouvoir de Formival, quant à lui, lui donne la possibilité de faire revivre n'importe quel objet mort. Les créatures face à la mort permettent à leurs âmes de s'échapper de leur corps; une fois échappées, ces âmes sont contrôlées par des fragments de ce que l'on appelle l'âme de Formival. Les âmes des créatures se manifesteraient alors en monstres plus puissants et plus forts qu'auparavant. Ces créatures sont connues sous le nom de Belzed, qui ne peuvent pas être tuées par des moyens normaux - au lieu de cela, elles nécessitent les compétences d'un Blade et d'un Sealer pour détruire à la fois son corps et son âme. 
Le jeu suit le protagoniste principal, Nine Asfel, dont la patrie a été ravagée par la guerre civile il y a neuf ans, faisant de la terre un terrain de nidification pour les Belzed. Un groupe de sorciers et de nécromanciens avait créé une barrière entourant le royaume pour empêcher un massacre par les Belzed. Afin de résoudre le problème des Belzeds, le roi Arzelide convoque Nine dont les compétences sont largement reconnues comme les meilleures des Blades et Aisha, dont les pouvoirs de Sealer l'ont isolée du reste du royaume, pour éliminer les Belzeds. 

## Système de jeu
L'exploration est en liberté, mais au combat, les mécanismes deviennent au tour par tour. Le système de combat permettra au joueur de cibler des parties spécifiques du corps d'un ennemi, et la réaction sera réaliste; par conséquent, si vous tirez sur les jambes d'un adversaire, son mouvement sera considérablement réduit, tandis que les coups aux bras affaibliront ses attaques. En frappant stratégiquement des zones clés du corps, les joueurs peuvent priver l'ennemi de sa capacité à se battre. Les joueurs peuvent basculer entre les deux personnages pendant la bataille. Puisque Nine et Aisha partagent un seul tour, le joueur doit stratégiquement choisir quel personnage exécutera ses attaques en premier. 

## Personnages
- Nine Asfel

C'est un Blade puissant dont les exploits de chasse de Belzed lui ont apporté beaucoup de notoriété. Il est libre d'esprit et reste calme malgré l'attention qu'il reçoit en tant que Blade. Il n'aime pas être lié à un seul endroit ou à un ensemble de règles et parle généralement de manière sarcastique et sans égard pour les sentiments des gens autour de lui.
- Aisha Romandine

C'est une Sealer douée - et maudite - avec un potentiel exceptionnel. Ses pouvoirs extraordinaires l'ont amenée à être parfois incapable de les contrôler correctement, entraînant la perte de nombreuses vies innocentes. Les gens l'ont enfermée loin du reste du monde par crainte de tels accidents, la conduisant à être protégée et prise en charge par les autorités impériales. Elle est fière, forte et défend souvent ce qu'elle pense être juste,.
- Alfred Formillo

Il est le frère cadet de Nine, adopté et élevé par le roi à un jeune âge, ce qui fait que sa personnalité est complètement opposée à Nine. Il est également un Blade possédant de formidables pouvoirs en tant que nécromancien, se concentrant souvent sur la tâche à accomplir et possédant un sens aigu du devoir. Comme Nine cependant, il est honnête et extrêmement direct.
- Azelride Lorvin

Il est le roi du pays et est un sorcier d'une compétence sans précédent, lui donnant le titre de Gardien de Lorvin. Il avait auparavant utilisé son pouvoir pour former une grande barrière autour de son royaume afin de le protéger pendant la dernière Grande Guerre,.
- Meiktillia

Elle est louée comme étant le dieu de la mort et de la destruction, le contraire de Formival. Elle est connue comme celle qui détruit et absorbe toute la vie. Son pouvoir est ce qui donne à Nine et Aisha leurs capacités de Blade et de Sealer. Elle s'intéresse à eux et leur confère encore plus de pouvoir qu'auparavant.

## Développement
Le jeu a été annoncé pour la première fois le 8 mai 2009 par Nippon Ichi Software pour une version d'octobre 2009. Cependant, il a été annoncé le 2 novembre 2009 que le jeu serait reporté à une version début 2010. Le 4 novembre 2009, Nippon Ichi Software a annoncé que le jeu sortirait au Japon le 28 janvier 2010.  Le 22 décembre 2009, il a été révélé que le jeu sortirait en Amérique du Nord en février 2010. Le 16 janvier 2010, il a été annoncé que le jeu sortirait en Europe le 12 mars 2010 et serait publié par Tecmo Koei.

## Chansons
Thème d'ouverture
- " Ever Last " 
  - Artiste: Hironobu Kageyama

Thème de fin
- « Saigo no Michishirube » 
  - Artiste: Haruka Shimotsuki

## Réception
Le jeu a reçu des critiques généralement défavorables, avec un score Metacritic de 44% basé sur 30 critiques.  
Le président de NIS America, Haru Akenaga, a déclaré que le jeu n'était "pas le genre de titre que nous devrions sortir aux États-Unis au vu de sa qualité", et qu'il se sentait "vraiment désolé pour nos clients d'avoir sorti ce titre" .